# Provincia di Neuquén

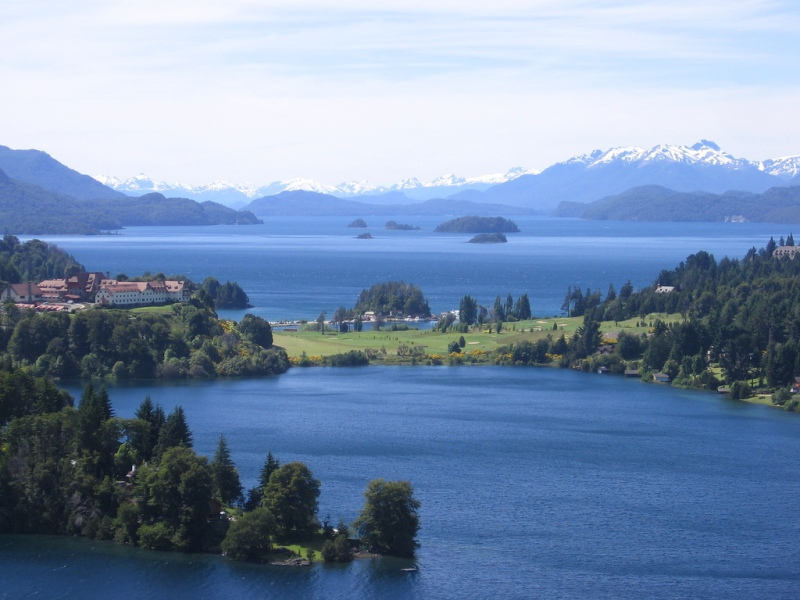
Veduta del Lago Nahuel Huapi.

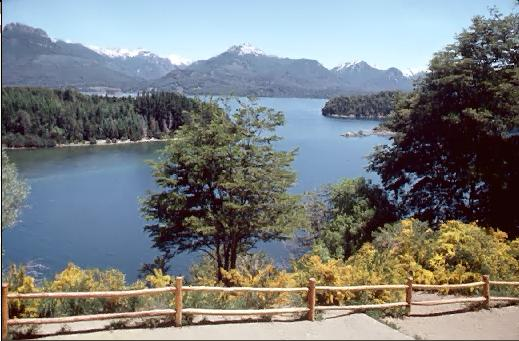
Veduta del Lago Lacar.

La provincia di Neuquén  è una provincia dell'Argentina, situata nella parte occidentale del Paese.
Confina a nord con la provincia di Mendoza, a est con La Pampa e col Río Negro, a sud, di nuovo col Río Negro, e a ovest con il Cile, dal quale è separata dalla Cordigliera delle Ande.

## Geografia

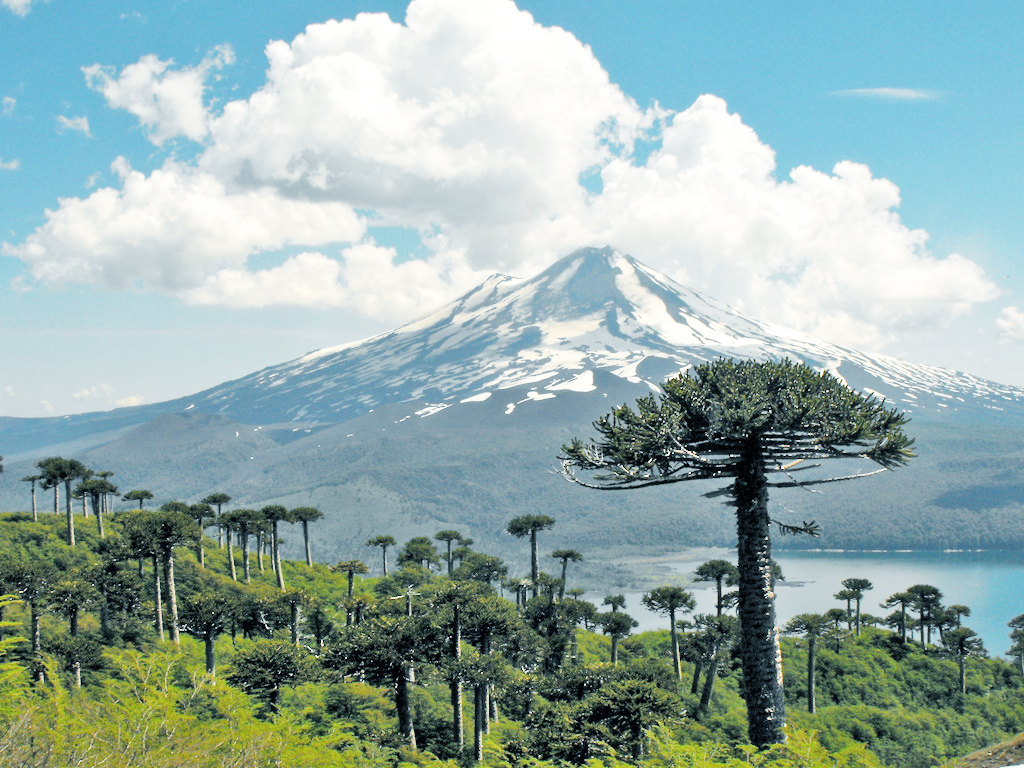
Bosco di pehuén.

Questa provincia argentina è abbastanza differenziata in due regioni ecologiche: i boschi freddi, con conifere e Fagaceae nell'estremo ovest e una zona di steppa nel resto del territorio, il centro ed est. Le cordigliere sono sempre coperte di neve sui 2000 m slm e da esse discendono ghiacciai che hanno formato ovviamente estesi laghi di origine glaciale. Tra le conifere prevalgono il pehuén, abbondante specialmente nel nordovest di questa provincia nella zona chiamata Pehuenia, e il cipresso patagónico o lipain. 

Tra i molti laghi si segnalano il Nahuel Huapi, il lago Lacar, il lago Tromen.
Nella Pehuenia vi sono anche le terme e geyser di Copahue e del vulcano Domuyo, quest'ultima montagna anch'essa innevata possiede abbondanti solfatare.
Mentre nel centro della steppa semiarida occidentale si trovano saline e lagune, tra queste ultime risalta la Laguna Blanca (Laguna Bianca) che si caratterizza per la sua abbondante popolazione di cigni della specie Cygnus melancoryphus.

## Storia
Fino agli inizi del XIX secolo la regione occidentale andina fu popolata dall'etnia dei Poya e tra essi già nel XVII secolo Nicolò Mascardi divulgò il cristianesimo e fondò, vicino all'attuale Villa la Angostura, la cittadina missionaria di "Santa María del Lago". Da un'altra parte, nelle steppe patagoniche, vivevano quelli dell'etnia Guenakenk o Patagoni settentrionali. Dato che Mascardi e i suoi epigoni seminarono estesamente mele, le parti fertili furono chiamate il Pago de las Manzanas (Pagus delle Mele). A metà del XIX secolo, dal centro meridionale dell'attuale Cile si verificò l'invasione mapuche nella Pampa e nella Patagonia settentrionale, invasione favorita dall'esplosione demografica mapuche, grazie alla quale anch'essi impararono l'agricoltura e l'uso del cavallo a seguito del loro prolungato contatto, in Cile, con gli europei spagnoli. I Poya e Guenakenk ne furono decimati. Gli invasori mapuche, a coloro che non annichilirono, imposero la loro cultura quasi neolitica, specialmente la toponomastica.
Fino al 1830, particolarmente la zona del fiume Nehuenken (in linguaggio mapuche: "torrentizio")  insieme ai territori dell'attuale Provincia di La Pampa, servirono da base agli invasori mapuche per assalire ferocemente i territori argentini con assalti improvvisi di gruppi a cavallo chiamati malones contro gli indifesi paesi argentini. Ciò fu molto facilitato dalla guerra civile che soffriva l'Argentina, e dal surrettizio appoggio cileno e inglese ai mapuche. 
Appena nei 1870 le truppe argentine riuscirono a pacificare il territorio e integrarlo nel mondo civilizzato.
La prima capitale argentina del territorio fu nel luogo chiamato Campana Mahuida, dopo fu Chos Malal e infine La Confluenza, da allora chiamata Città di Neuquén.

## Dipartimenti

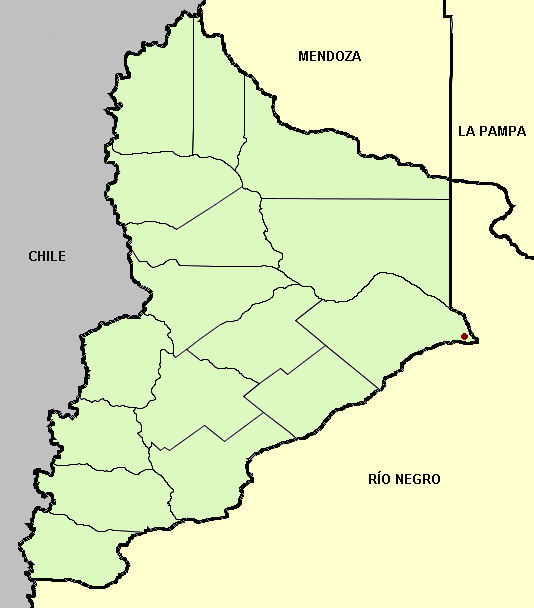
Divisione amministrativa della provincia di Neuquén

La provincia è divisa in 16 dipartimenti:
1. Aluminé (Aluminé)
2. Añelo (Añelo)
3. Catán Lil (Las Coloradas)
4. Chos Malal (Chos Malal)
5. Collón Curá (Piedra del Águila)
6. Confluencia (Neuquén)
7. Huiliches (Junín de los Andes)
8. Lácar (San Martín de los Andes)
9. Loncopué (Loncopué)
10. Los Lagos (Villa La Angostura)
11. Minas (Andacollo)
12. Ñorquín (El Huecú)
13. Pehuenches (Rincón de los Sauces)
14. Picún Leufú (Picún Leufú)
15. Picunches (Las Lajas)
16. Zapala (Zapala)

Ogni dipartimento è composto da comuni (municipios), le cui amministrazioni sono elette dalla popolazione, e da comisiones de fomento, dove le autorità competenti sono nominate dal governo della Provincia. I comuni, a seconda del numero di abitanti, sono divisi in comuni di prima, seconda e terza categoria.